# Allerey
Allerey – miejscowość i gmina we Francji, w regionie Burgundia-Franche-Comté, w departamencie Côte-d’Or.
Według danych na rok 1990 gminę zamieszkiwało 198 osób, a gęstość zaludnienia wynosiła 10 osób/km² (wśród 2044 gmin Burgundii Allerey plasuje się na 713. miejscu pod względem liczby ludności, natomiast pod względem powierzchni na miejscu 449.).